# مقصدهای پروازی عمان ایر

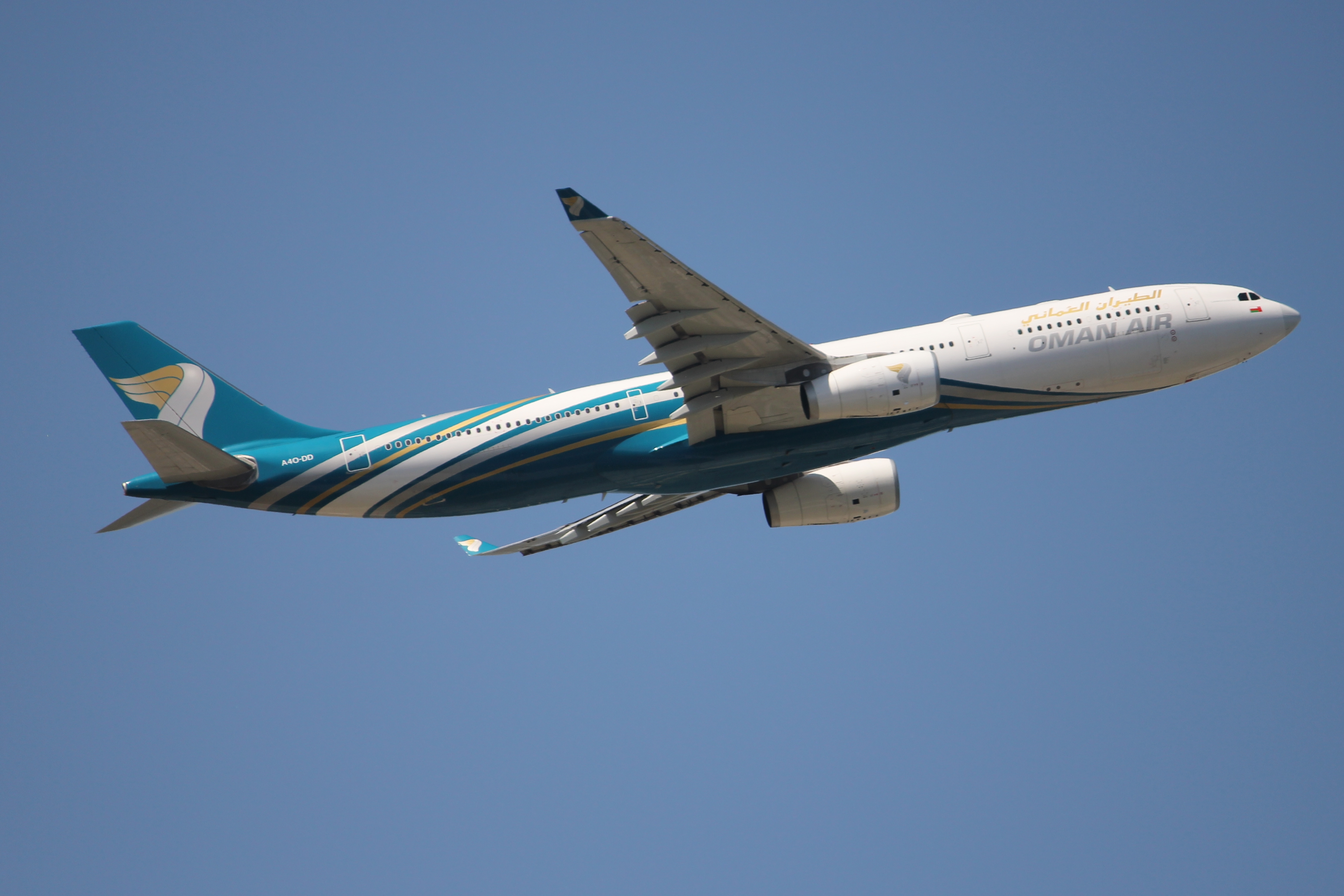
یک فروند ایرباس ای۳۳۰–۳۰۰ متعلق به عمان ایر.

مقصدهای پروازی عمان ایر به شرح زیر است (مه ۲۰۱۷ میلادی):

## آفریقا

### شرق آفریقا
- کنیا
  - نایروبی - فرودگاه بین‌المللی جومو کنیاتا[۲]
- تانزانیا
  - دارالسلام (تانزانیا) - فرودگاه بین‌المللی ژولیوس نیرر
  - زنگبار - فرودگاه بین‌المللی زنگبار

### شمال آفریقا
- مصر
  - قاهره - فرودگاه بین‌المللی قاهره

## آسیا

### شرق آسیا
- چین
  - گوانگ‌ژو - فرودگاه بین‌المللی بایون گوآنگجو

### جنوب آسیا
- بنگلادش
  - چیتاگونگ - فرودگاه بین‌المللی شاه امانت (پایان در ۲۸ اکتبر ۲۰۱۷)[۳]
- هند
  - بنگلور - فرودگاه بین‌المللی کمپگوودا
  - چنای - فرودگاه بین‌المللی چنای
  - دهلی - فرودگاه بین‌المللی ایندیرا گاندی
  - گوا - فرودگاه دابولیم
  - حیدرآباد (هند) - فرودگاه بین‌المللی راجیو گاندی
  - جایپور - فرودگاه بین‌المللی جایپور
  - کوچی (هند) - فرودگاه بین‌المللی کوچین
  - کالیکوت - فرودگاه بین‌المللی کالیکوت
  - لکهنو - فرودگاه اماوسی
  - بمبئی - فرودگاه بین‌المللی چاتراپاتی شیواجی
  - تریواندروم - فرودگاه بین‌المللی تریواندروم
- نپال
  - کاتماندو - فرودگاه بین‌المللی تریبهوان
- پاکستان
  - اسلام‌آباد - فرودگاه بین‌المللی بینظیر بوتو
  - کراچی - فرودگاه بین‌المللی جناح
  - لاهور - فرودگاه بین‌المللی اقبال لاهوری
- سری‌لانکا
  - کلمبو - فرودگاه بین‌المللی باندرانیکی

### جنوب شرق آسیا
- اندونزی
  - جاکارتا - فرودگاه بین‌المللی سوئکارنو-هتا
- مالزی
  - کوالا لامپور - فرودگاه بین‌المللی کوالالامپور
- فیلیپین
  - مانیل - فرودگاه بین‌المللی نینوی آکوئینو
- تایلند
  - بانکوک - فرودگاه بین‌المللی سووارنابومی

### جنوب غرب آسیا
- بحرین
  - منامه - فرودگاه بین‌المللی بحرین
- ایران
  - مشهد - فرودگاه بین‌المللی شهید هاشمی‌نژاد مشهد
  - تهران - فرودگاه بین‌المللی امام خمینی
- عراق
  - نجف - فرودگاه بین‌المللی نجف
- اردن
  - امان - فرودگاه بین‌المللی ملکه علیا
- کویت
  - کویت - فرودگاه بین‌المللی کویت
- عمان
  - خصب - فرودگاه خصب
  - مسقط - فرودگاه بین‌المللی مسقط قطب
  - صلاله - فرودگاه صلاله قطب
  - صحار - فرودگاه صحار
- قطر
  - دوحه - فرودگاه بین‌المللی حمد
- عربستان سعودی
  - دمام - فرودگاه بین‌المللی ملک فهد
  - جده - فرودگاه بین‌المللی ملک عبدالعزیز
  - مدینه - فرودگاه شاهزاده محمد بن عبدالعزیز
  - ریاض - فرودگاه بین‌المللی ملک خالد
- امارات متحده عربی
  - ابوظبی - فرودگاه بین‌المللی ابوظبی
  - دبی - فرودگاه بین‌المللی دوبی

## اروپا
- فرانسه
  - پاریس - فرودگاه شارل دوگل پاریس
- آلمان
  - فرانکفورت - فرودگاه بین‌المللی فرانکفورت
  - مونیخ - فرودگاه مونیخ
- بریتانیا
  - لندن - فرودگاه هیترو لندن
  - منچستر - فرودگاه منچستر[۴]
- ایتالیا
  - میلان - فرودگاه میلانو مالپنسا
- سوئیس
  - زوریخ - فرودگاه زوریخ